# Евне, Эрлинг
Эрлинг Евне (норв. Erling Jevne; род. 24 марта 1966 года, Лиллехаммер) — норвежский лыжник, олимпийский чемпион, двукратный чемпион мира, победитель этапов Кубка мира. Наиболее успешно выступал в гонках классическим стилем.
В Кубке мира Евне дебютировал в 1987 году, в марте 1996 года одержал первую победу на этапе Кубка мира. Всего имеет на своём счету 3 победы на этапах Кубка мира. Лучшим достижением Евне в общем итоговом зачёте Кубка мира является 4-е место в сезоне 1996/97.
На Олимпиаде-1992 в Альбервиле занял 5-е место в гонке на 30 км классикой.
На Олимпиаде-1994 в Лиллехаммере стал 5-м в гонке на 50 км классикой.
На Олимпиаде-1998 в Нагано стал чемпионом в составе эстафеты и выиграл серебро в гонке на 30 км классикой, кроме того занял 7-е место в гонке на 10 км классикой.
На Олимпиаде-2002 в Солт-Лейк-Сити стал 6-м в гонке на 15 км классикой и 10-м в гонке на 50 км классикой.
За свою карьеру принимал участие в пяти чемпионатах мира, на которых завоевал две золотые и две серебряные медали.